# Fuze Tea
Fuze Tea er en serie af iste-produkter. Det blev grundlagt i 2000 i Englewood Cliffs i New Jersey. I februar 2007 købte The Coca Cola Company selskabet.
I januar 2018 kom produktet på det danske marked.